# Kernkraftwerk Onagawa
Das Kernkraftwerk Onagawa (jap. 女川原子力発電所, Onagawa genshiryoku hatsudensho) mit meerwassergekühlten Siedewasserreaktoren liegt im Gebiet der Orte Onagawa und Ishinomaki in der japanischen Präfektur Miyagi. Die Anlage ist 1,73 Quadratkilometer groß und gehört der Tōhoku Denryoku. Das Kraftwerk liegt unmittelbar am Pazifik, auf der Oshika-Halbinsel zwischen den Küstenweilern von Tsukahama und Yoriiso, etwa 70 Kilometer nordöstlich der Stadt Sendai.

## Technisches
Die drei Reaktoren des Kraftwerks wurden von Toshiba gebaut. Sie gingen jeweils 1984, 1995 und 2001 in Betrieb.
Beim Tōhoku-Erdbeben 2011, das zur Nuklearkatastrophe von Fukushima führte, schaltete sich das Kernkraftwerk sicher ab und war danach bis 2024 rund 13 Jahre lang außer Betrieb. Die dritte Etage des Reaktorgebäudes von Block 2 hatte beim Erdbeben etwa 70 % ihrer strukturellen Stabilität verloren. Block 1 wurde mit Beschluss von 2018 endgültig stillgelegt, weil der Betreiber notwendige Nachrüstungen als zu teuer und zeitaufwändig einschätzte.
Block 2 wurde nach dem Aufbau einer Sicherheitsmauer am 29. Oktober 2024 wieder angefahren. Während des Testbetriebs stand der Reaktor nochmals für neun Tage still, um einen Fehler im Instrumentierungssystem zu beheben. Nichtsdestotrotz war der Beginn des kommerziellen Betrieb daraufhin für Ende Dezember 2024 vorgesehen. Auch Block 3 sollte danach wieder in Betrieb gehen.
Onagawa-3 ist einer der modernsten Blöcke in Japan, zertifiziert nach ISO 14001. Das erwärmte Kühlwasser wird dort – immerhin sieben Grad wärmer als zuvor – erst zehn Meter unter der Wasseroberfläche wieder eingeleitet. Das soll eine bessere Mischung und damit einen kleineren Einfluss auf die Umwelt gewährleisten. Der Block diente auch als Prototyp für das Kernkraftwerk Higashidōri-1 der Tōhoku Denryoku. Am Kraftwerk gibt es eine Besuchergalerie.

## Zwischenfälle
- Im Juli 1988 wurden durch einen Fehler im Handbuch Kontrollstäbe entfernt statt eingeschoben. Der Vorfall wurde nicht gemeldet. Da das Handbuch in mehreren Kraftwerken verwendet wurde, kam es auch dort zu Zwischenfällen, ohne dass der Fehler korrigiert wurde. Das führte dazu, dass es am 18. Juni 1999 im Kernkraftwerk Shika zu einer 15-minütigen, unkontrollierten Kettenreaktion kam. Auch dieser Vorfall wurde nicht gemeldet und erst 2007 bekannt.[6]
- Zum Jahreswechsel 1999/2000 fiel um 12:02 Uhr Ortszeit die Radioaktivitätsüberwachung für 10 Minuten aus.[7]
- Am 24. Februar 2000 brannte ein Stockwerk in einem Nebengebäude. Das Feuer konnte nach einer halben Stunde gelöscht werden.[8]
- Am 4. Februar 2002 wurden zwei Arbeiter leicht verstrahlt, als sie bei Inspektionsarbeiten eine Spraydose beschädigten. Bei dem dadurch ausgelösten Feuer erlitten sie Brandwunden.[9]
- Im März 2007 musste die Firma zugeben, dass es im Rahmen von Wartungsarbeiten an Onagawa 1 zu einer Notabschaltung gekommen war und die zuständigen Behörden nicht informiert wurden.[10]
- Am 11. März 2011 brach im Kernkraftwerk infolge des schweren Tōhoku-Erdbebens, dessen Epizentrum nur 75 km von der Kraftwerksanlage entfernt lag, ein Feuer in einem separaten Turbinengebäude aus.[11] Das Kraftwerk wurde abgeschaltet. Da es auf einem 15 Meter hohen künstlichen Sockel errichtet ist, richtete die Tsunami-Welle hier vergleichsweise wenig Schaden an, obwohl das Epizentrum des Tsunamis von hier wesentlich näher lag als von Fukushima. Allerdings liefen die Blöcke wie in Fukushima vorübergehend an Notstrom-Dieselgeneratoren; dabei fielen in Block 2 zwei der Diesel nach einer gewissen Laufzeit aus, die Nachkühlung musste teils durch ein eigendampf-getriebenes Notkühlsystem übernommen werden; beide Diesel waren nach Reparatur nach einer gewissen Zeit wieder verfügbar, womit der Reaktor ohne Schaden runtergekühlt werden konnte (INES 2).[12] Der Betreiber Tohoku Electric erklärte am Nachmittag des 13. März (Ortszeit), dass ein Strahlungsanstieg auf das 400fache des normalen Strahlungsniveaus festgestellt wurde, möglicherweise stamme diese Strahlung aus dem Kernkraftwerk Fukushima I; dagegen sprach allerdings die vorherrschende Windrichtung.[13] Wie in Artikel 10 des Act on Special Measures Concerning Nuclear Emergency Preparedness vorgesehen,[14] wurde gegen Mitternacht des 13. März (Ortszeit) die niedrigste Notstandsstufe eines nuklearen Notstandes für das Kernkraftwerk Onagawa erklärt.[15]  Diese Strahlungswerte erreichten bis zu 21 µSv pro Stunde, weshalb man die Regierung informiert hatte, schon nach 10 Minuten fiel der Wert auf 10 µSv pro Stunde.[16]
- Ein Nachbeben am 7. April 2011 führte zum Ausfall der externen Stromversorgung im Kernkraftwerk, Notstromdiesel übernahmen die Kühlung. Dabei schwappten im 1. Block 3,8 Liter kontaminiertes Wasser aus dem Brennelementebecken auf den Reaktorflur, mit einer Aktivitätskonzentration von 5410 Bq/kg.[17] Die externe Stromzufuhr konnte am 10. April wiederhergestellt werden, das kontaminierte Wasser wurde entfernt.[18]

## Daten der Reaktorblöcke
Das Kernkraftwerk Onagawa hat drei Blöcke:
| Reaktorblock | Reaktortyp         | Netto- leistung | Brutto- leistung | Baubeginn       | Netzsyn- chronisation | Kommer- zieller Betrieb | Status                                                    |
| ------------ | ------------------ | --------------- | ---------------- | --------------- | --------------------- | ----------------------- | --------------------------------------------------------- |
| Onagawa-1    | Siedewasserreaktor | 498 MW          | 524 MW           | 8. Juli 1980    | 18. November 1983     | 1. Juni 1984            | Abschaltung 25.10.2018                                    |
| Onagawa-2    | Siedewasserreaktor | 796 MW          | 825 MW           | 12. April 1991  | 23. Dezember 1994     | 28. Juli 1995           | in Betrieb                                                |
| Onagawa-3    | Siedewasserreaktor | 796 MW          | 825 MW           | 23. Januar 1998 | 30. Mai 2001          | 30. Januar 2002         | seit 3/2011 im Langzeitstillstand, Wiederanfahren geplant |